# Escobedia grandiflora
Escobedia grandiflora (L.f.) Kuntze es una planta de la familia Orobanchaceae. 

## Descripción
Hierba erecta, hemiparásita obligada de raíces de gran variedad de plantas, incluidas las familias Asteraceae, Cyperaceae, Melastomataceae, pero tiene preferencia especial para las especies de la familia Poaceae. Presenta hojas opuestas, sentadas, lanceoladas con ápice agudo y de consistencia áspera. Las Flores son axilares, largamente pediceladas, grandes y blancas. Sus raíces nacen de la base del tallo, son cilíndricas, de color naranja. Al ser una planta hemiparásita forma haustorios para adherirse a sus hospederos.
Existen registros históricos que describen una alta abundancia de esta especie en el trópico americano, cuando llegaron los colonizadores; también hay registros del uso como colorante de alimentos y planta medicinal. Este uso prevaleció en comunidades campesinas hasta finales del siglo pasado, cuando fue reemplazada por colorantes sintéticos y otras plantas más abundantes. Actualmente las poblaciones naturales de E. grandiflora han decrecido dramáticamente y se considera necesario evaluar su status de conservación.

## Distribución
E. grandiflora se distribuye en América, en los siguientes países: Argentina, Bolivia, Brasil, Colombia, Costa Rica, Ecuador, Guatemala, México, Panamá, Paraguay, Perú y Venezuela.

## Componentes
La raíz contiene un principio activo la azafrina, carotenoide de gran poder vitamínico (Vit. A), que produce el color naranja, además posee taninos. Desafortunadamente, aunque esta especie ha sido de importancia ancestral en el continente americano, no ha sido bien estudiada en sus requerimientos ecológicos, composición química, uso medicinal, entre otros.

## Usos
Las comunidades americanas usan las raíces  como condimento, para dar color a los alimentos y como medicina. Esta especie es frecuentemente confundida con la cúrcuma (Curcuma longa), que es una especie introducida al continente americano, al cual se ha adaptado bien.En la industria es utilizada para dar color a los quesos, margarinas y mantequillas.  Popularmente se usa contra la ictericia, hepatitis y enfermedades del hígado.

## Nombres comunes
Entre sus nombres comunes se encuentran: azafrán de raíz, azafrán de barba, palillo, azafrán andino, color, en Perú se la llama azafrán de montaña, especería de montaña y especia de montaña.

## Ecología
Un estudio hecho en pastizales de Brasil reveló disparidades significativas en la composición de especies, con cuadrantes habitados por Escobedia grandiflora que mostraron una mayor riqueza de especies, un aumento en la diversidad de Shannon y una mayor uniformidad de Pielou, extendiéndose a través de varios grupos funcionales. Además, la presencia de Escobedia grandiflora se correlacionó con una notable reducción en el porcentaje de dominancia de especies vegetales dentro de las praderas observadas. Estos hallazgos subrayan una asociación discernible entre el hemiparásito neotropical y la dinámica estructural de las comunidades de plantas de pastizales, indicando una mayor diversidad de plantas y cambios en la dominancia en su presencia.